# 博拉廷 (利維夫州)
49°59′28″N 25°9′38″E / 49.99111°N 25.16056°E
博拉廷（羅馬化：Boratyn）是烏克蘭西部利維夫州佐洛奇夫區布羅德市鎮的村落，距離布羅德約15公里，距離佐洛奇夫約35公里，面積2.67平方公里，海拔高度289米，2001年人口513，人口密度每平方公里192.13人。